# U-252 (tàu ngầm Đức)
U-252 là một tàu ngầm tấn công  Lớp Type VII thuộc phân lớp Type VIIC được Hải quân Đức Quốc Xã chế tạo trong Chiến tranh Thế giới thứ hai. Nhập biên chế năm 1941, nó chỉ kịp thực hiện một chuyến tuần tra duy nhất và đánh chìm một tàu buôn tải trọng 1.355 GRT, trước khi bị các tàu sà lúp HMS Stork và tàu corvette HMS Vetch của Hải quân Hoàng gia Anh đánh chìm trong Đại Tây Dương về phía Tây Nam Ireland vào ngày 14 tháng 4, 1942.

## Thiết kế và chế tạo

### Thiết kế

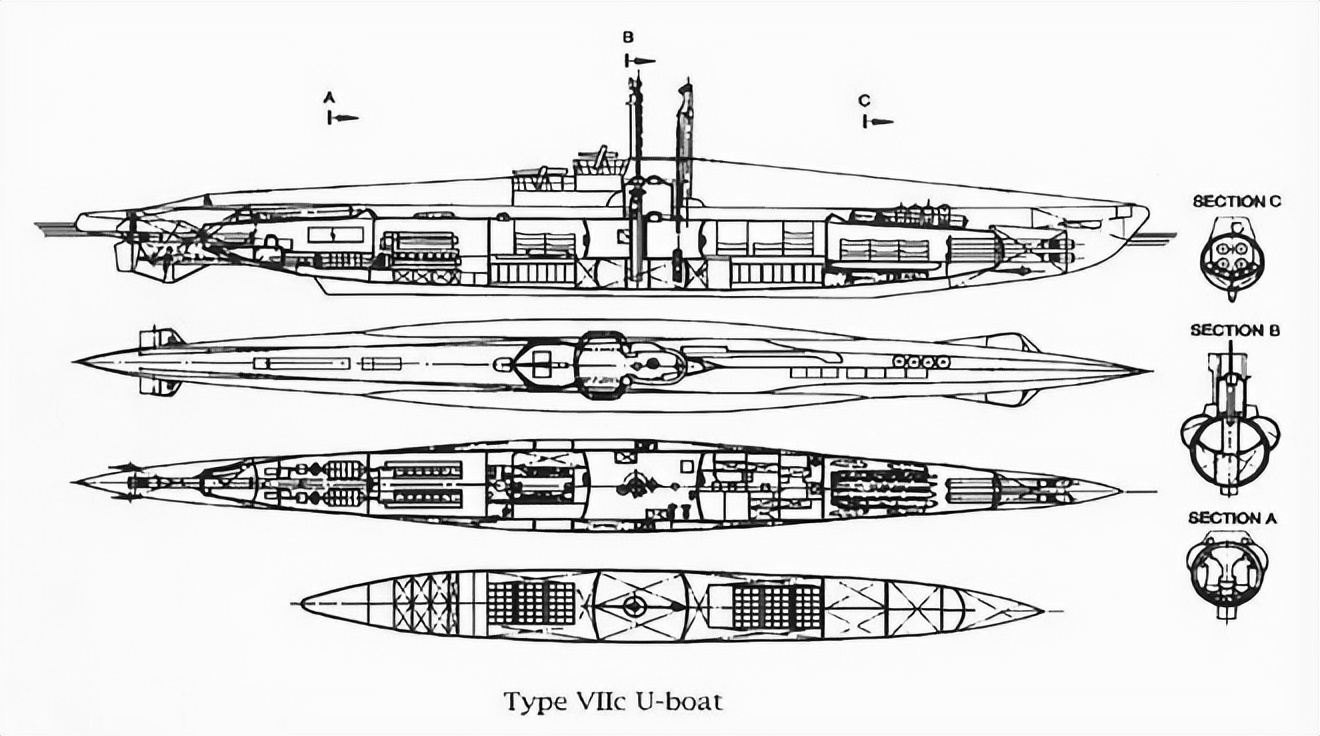
Sơ đồ các mặt cắt một tàu ngầm Type VIIC

Phân lớp VIIC của Tàu ngầm Type VII là một phiên bản VIIB được kéo dài thêm. Chúng có trọng lượng choán nước 769 t (757 tấn Anh) khi nổi và 871 t (857 tấn Anh) khi lặn). Con tàu có chiều dài chung 67,10 m (220 ft 2 in), lớp vỏ trong chịu áp lực dài 50,50 m (165 ft 8 in), mạn tàu rộng 6,20 m (20 ft 4 in), chiều cao 9,60 m (31 ft 6 in) và mớn nước 4,74 m (15 ft 7 in).
Chúng trang bị hai động cơ diesel Germaniawerft F46 siêu tăng áp 6-xy lanh 4 thì, tổng công suất 2.800–3.200 PS (2.100–2.400 kW; 2.800–3.200 bhp), dẫn động hai trục chân vịt đường kính 1,23 m (4,0 ft), cho phép đạt tốc độ tối đa 17,7 kn (32,8 km/h), và tầm hoạt động tối đa 8.500 nmi (15.700 km) khi đi tốc độ đường trường 10 kn (19 km/h). Khi đi ngầm dưới nước, chúng sử dụng hai động cơ/máy phát điện AEG GU 460/8–27 tổng công suất 750 PS (550 kW; 740 shp). Tốc độ tối đa khi lặn là 7,6 kn (14,1 km/h), và tầm hoạt động 80 nmi (150 km) ở tốc độ 4 kn (7,4 km/h). Con tàu có khả năng lặn sâu đến 230 m (750 ft).
Vũ khí trang bị có năm ống phóng ngư lôi 53,3 cm (21 in), bao gồm bốn ống trước mũi và một ống phía đuôi, và mang theo tổng cộng 14 quả ngư lôi, hoặc tối đa 22 quả thủy lôi TMA, hoặc 33 quả TMB. Tàu ngầm Type VIIC bố trí một hải pháo 8,8 cm SK C/35 cùng một pháo phòng không 2 cm (0,79 in) trên boong tàu. Thủy thủ đoàn bao gồm 4 sĩ quan và 40-56 thủy thủ.

### Chế tạo
U-252 được đặt hàng vào ngày 23 tháng 9, 1939, và được đặt lườn tại xưởng tàu của hãng Bremer-Vulkan-Vegesacker Werft ở Bremen vào ngày 1 tháng 11, 1940. Nó được hạ thủy vào ngày 14 tháng 8, 1941, và nhập biên chế cùng Hải quân Đức Quốc Xã vào ngày 4 tháng 10, 1941 dưới quyền chỉ huy của Hạm trưởng, Đại úy Hải quân Gunter Schiebusch.

## Lịch sử hoạt động
Sau khi chuyển căn cứ hoạt động từ Kiel đến Helgoland vào cuối tháng 3, 1942, U-252 khởi hành từ đây vào ngày 30 tháng 3 cho chuyến tuần tra duy nhất trong chiến tranh. Nó băng qua khe GIUK giữa Iceland và Greenland, và đã cho đổ bộ một đặc vụ tình báo lên Iceland vào ngày 1 tháng 4. 
U-252 được cho là đã đánh chìm tàu buôn Na Uy Fanefield 1.355 GRT ở vị trí ngoài khơi cực Tây Bắc của Iceland vào ngày 9 tháng 4, tại tọa độ 66°15′B 23°52′T / 66,25°B 23,867°T. Năm ngày sau đó, chiếc tàu ngầm đụng độ với Đoàn tàu OG 82 ở vị trí về phía Tây vịnh Biscay, và đã bị các tàu sà lúp HMS Stork và tàu corvette HMS Vetch của Hải quân Hoàng gia Anh thả mìn sâu đánh chìm về phía Tây Nam Ireland vào ngày 14 tháng 4, 1942, tại tọa độ 47°00′B 18°14′T / 47°B 18,233°T. Toàn bộ 44 thành viên thủy thủ đoàn của U-252 đều tử trận.

### Tóm tắt chiến công
U-252 đã đánh chìm được một tàu buôn tải trọng 1.355 GRT:
| Ngày            | Tên tàu   | Quốc tịch | Tải trọng | Số phận |
| --------------- | --------- | --------- | --------- | ------- |
| 9 tháng 4, 1942 | Fanefjeld | Norway    | 1.355     | Sunk    |